# اگرامانت
اگرامانت (به اسپانیایی: Agramunt) یک شهرستان در اسپانیا است که در کاتالونیا واقع شده‌است.

## خصوصیات
اگرامانت ۷۹٫۶۵ کیلومترمربع مساحت و ۵٬۴۳۴ نفر جمعیت دارد و ۳۳۷ متر بالاتر از سطح دریا واقع شده‌است.